# Burlington (Vermont)
Burlington es una ciudad ubicada en el condado de Chittenden en el estado estadounidense de Vermont, en la orilla este del lago Champlain. En 2010 tenía una población de 42 417 habs. y una densidad poblacional de 1058 hab/km², convirtiéndola en la ciudad más poblada del estado.

## Geografía
Burlington se encuentra ubicado en las coordenadas 44°28′0″N 72°9′0″O / 44.46667, -72.15000.

### Clima
| Parámetros climáticos promedio de Aeropuerto Internacional de Burlington, Vermont (normales 1991–2020, extremos 1883–presente) | Parámetros climáticos promedio de Aeropuerto Internacional de Burlington, Vermont (normales 1991–2020, extremos 1883–presente) | Parámetros climáticos promedio de Aeropuerto Internacional de Burlington, Vermont (normales 1991–2020, extremos 1883–presente) | Parámetros climáticos promedio de Aeropuerto Internacional de Burlington, Vermont (normales 1991–2020, extremos 1883–presente) | Parámetros climáticos promedio de Aeropuerto Internacional de Burlington, Vermont (normales 1991–2020, extremos 1883–presente) | Parámetros climáticos promedio de Aeropuerto Internacional de Burlington, Vermont (normales 1991–2020, extremos 1883–presente) | Parámetros climáticos promedio de Aeropuerto Internacional de Burlington, Vermont (normales 1991–2020, extremos 1883–presente) | Parámetros climáticos promedio de Aeropuerto Internacional de Burlington, Vermont (normales 1991–2020, extremos 1883–presente) | Parámetros climáticos promedio de Aeropuerto Internacional de Burlington, Vermont (normales 1991–2020, extremos 1883–presente) | Parámetros climáticos promedio de Aeropuerto Internacional de Burlington, Vermont (normales 1991–2020, extremos 1883–presente) | Parámetros climáticos promedio de Aeropuerto Internacional de Burlington, Vermont (normales 1991–2020, extremos 1883–presente) | Parámetros climáticos promedio de Aeropuerto Internacional de Burlington, Vermont (normales 1991–2020, extremos 1883–presente) | Parámetros climáticos promedio de Aeropuerto Internacional de Burlington, Vermont (normales 1991–2020, extremos 1883–presente) | Parámetros climáticos promedio de Aeropuerto Internacional de Burlington, Vermont (normales 1991–2020, extremos 1883–presente) |
| Mes | Ene. | Feb. | Mar. | Abr. | May. | Jun. | Jul. | Ago. | Sep. | Oct. | Nov. | Dic. | Anual |
| --- | --- | --- | --- | --- | --- | --- | --- | --- | --- | --- | --- | --- | --- |
| Temp. máx. abs. (°C) | 18.9 | 22.2 | 28.9 | 32.8 | 35 | 37.8 | 37.8 | 38.3 | 36.7 | 29.4 | 24.4 | 20 | 38.3 |
| Temp. máx. media (°C) | -1.7 | -0.3 | 4.9 | 12.9 | 20.6 | 25.3 | 28 | 27.1 | 22.6 | 14.9 | 8 | 1.7 | 13.7 |
| Temp. media (°C) | -6.2 | -5.1 | 0.2 | 7.6 | 14.7 | 19.7 | 22.4 | 21.5 | 17.1 | 10.2 | 4.1 | -2.1 | 8.7 |
| Temp. mín. media (°C) | -10.6 | -9.8 | -4.7 | 2.2 | 8.8 | 14.1 | 16.9 | 15.9 | 11.6 | 5.4 | 0.1 | -5.9 | 3.7 |
| Temp. mín. abs. (°C) | -34.4 | -34.4 | -31.1 | -16.7 | -4.4 | 0.6 | 3.9 | 1.7 | -3.9 | -9.4 | -19.4 | -33.9 | -34.4 |
| Precipitación total (mm) | 54.1 | 45 | 56.9 | 78 | 95.5 | 108.2 | 103.1 | 89.9 | 93.2 | 97.3 | 68.6 | 63.5 | 953.3 |
| Nevadas (cm) | 53.6 | 49 | 44.5 | 10.4 | 0 | 0 | 0 | 0 | 0 | 0.8 | 14.5 | 49.5 | 222.3 |
| Días de precipitaciones (≥ 0.2 mm)                                                                                             | 14.7 | 12.1 | 12.7 | 13.2 | 13.6 | 13.6 | 12.8 | 11.7 | 11.0 | 12.9 | 13.7 | 15.2 | 157.2 |
| Días de nevadas (≥ 0.2 cm) | 14.3 | 12.1 | 8.7 | 2.9 | 0.1 | 0.0 | 0.0 | 0.0 | 0.0 | 0.4 | 4.6 | 11.6 | 54.7 |
| Horas de sol | 126.9 | 146.8 | 190.7 | 206.2 | 251.4 | 270.1 | 301.9 | 258.2 | 201.0 | 159.2 | 91.1 | 91.6 | 2295.1 |
| Fuente: NOAA (horas de sol 1961–1990)                                                                                          | | | | | | | | | | | | | |

## Demografía
Según la Oficina del Censo en 2000 los ingresos medios por hogar en la localidad eran de $33,070 y los ingresos medios por familia eran $46,012. Los hombres tenían unos ingresos medios de $30,144 frente a los $25,270 para las mujeres. La renta per cápita para la localidad era de $19,011. Alrededor del 20% de la población estaban por debajo del umbral de pobreza.

## Política
Bernie Sanders, líder de la organización política Socialistas Democráticos de América de ideología socialista democrática, socialdemócrata y laborista en los Estados Unidos, fue alcalde de la ciudad entre 1981 y 1989, siendo reelegido en sucesivas ocasiones gracias a su alto nivel de popularidad y apoyo en la ciudad. Debido a su política ecologista, Burlington consiguió ser la primera ciudad de Estados Unidos en funcionar con energía 100% renovable.

## Ciudades hermanadas
Burlington está hermanada con:
- Arad, Israel
- Belén, Palestina
- Ełk, Varmia y Masuria, Polonia
- Honfleur, Baja Normandía, Francia
- Moss Point, Misisipi, Estados Unidos
- Puerto Cabezas, Región Autónoma de la Costa Caribe Norte, Nicaragua
- Yaroslavl, Central, Rusia